# 5150 (альбом Van Halen)
5150 — сьомий студійний альбом американської групи Van Halen, який вийшов 24 березня 1986 року.

## Композиції
1. Good Enough - 4:05
2. Why Can't This Be Love - 3:48
3. Get Up - 4:37
4. Dreams - 4:54
5. Summer Nights - 5:06
6. Best of Both Worlds - 4:49
7. Love Walks In - 5:11
8. "5150" - 5:44
9. Inside - 5:02